# Mystacomyia
Mystacomyia – rodzaj muchówek z rodziny rączycowatych (Tachinidae).

## Wybrane gatunki
- M. rubriventris van der Wulp, 1890[1]
- M. scordala (Reinhard, 1955)[1]